# Charlie Hodge (Eishockeyspieler)
Charles Edward „Charlie“ Hodge (* 28. Juli 1933 in Lachine, Québec; † 16. April 2016 in Vancouver, British Columbia) war ein kanadischer Eishockeytorwart und -trainer, der von 1954 und 1971 für die Canadiens de Montréal, Oakland Seals und Vancouver Canucks in der National Hockey League spielte.

## Karriere
Mit den Canadien junior de Montréal gewann Hodge während seiner Juniorzeit den Memorial Cup. Sein Talent hatte man bei den Canadiens schon früh erkannt, doch mit dem vier Jahre älteren Jacques Plante hatte er einen Torwart vor sich, der einer der Topstars in der NHL war.
Im Profibereich spielte er bei den Cincinnati Mohawks in der IHL, den Buffalo Bisons und Providence Reds in der AHL, den Seattle Americans in der WHL und den Royaux de Montréal sowie den Shawinigan-Falls Cataracts in der QHL. Egal wo er spielte, er stach durch herausragende Leitungen aus seinem Team hervor. Fünfmal wurde er in seiner Liga in ein All-Star Team gewählt.
Währenddessen waren seine Einsätze in der NHL selten. In der Saison 1954/55 bestritt er seine ersten 14 Spiele für die Canadiens de Montréal. Mit sieben Siegen, darunter einem Shutout war seine Leistung ansprechend, aber erst in der Saison 1957/58 kamen seine nächsten zwölf Spiele. Trotz erneuten acht Siegen und einem weiteren Shutout, kamen in den nächsten beiden Jahren nur drei weitere Spiele hinzu. Oft spielte er bei den Rochester Americans in der AHL und bei den Royaux de Montréal. In der Saison 1960/61 dachte man, nach 30 Einsätzen er hätte den Durchbruch geschafft, doch im folgenden Jahr bestritt Plante alle 70 Partien der Canadiens. Hodge verbrachte drei Spielzeiten bei den Quebec Aces in der AHL.
Inzwischen 30 Jahre alt, war er in der Saison 1963/64 endlich Stammtorwart der Canadiens. Plante war inzwischen nach New York gewechselt und Gump Worsley war hinter ihm die Nummer 2. Im folgenden Jahr war das Torwartduo Garant für den Gewinn des Stanley Cups. Für Hodge war es bereits der dritte, aber der erste, an der er maßgeblichen Anteil hatte. Im Jahr darauf verteidigten die Canadiens den Titel, doch Worsley hatte den Stammplatz im Tor übernommen.
Nachdem 1966 mit Rogatien Vachon ein weiterer Torwart dazugekommen war, schütze man den inzwischen 34-jährigen nicht mehr und so griffen die California Seals beim NHL Expansion Draft 1967 zu. Mit Gary Smith bildete er bei den Seals das Torwartgespann. Während bei den Canadiens immer eine der besten Verteidigungen vor seinem Tor spielten, war er in Oakland meist auf sich gestellt. Nach 13 Siegen mit drei Shutouts in 58 Spielen war er im zweiten Jahr bei den Seals meist Ersatz. Er kam auch zu einigen Einsätzen bei den Vancouver Canucks in der WHL. Nach einem weiteren Jahr in Oakland wechselte er beim NHL Expansion Draft 1970 zu den Vancouver Canucks, die nun als neues Team in die NHL kamen.
Eine Spielzeit bestritt er noch in Vancouver, bevor er seine aktive Karriere beendete, da er sich nicht auf eine Vertragsverlängerung einigen konnte. In der Western Canada Hockey League trainierte er in den folgenden Jahren die Vancouver Nats.
Nach einigen Jahren in der Immobilienbranche holten ihn die Winnipeg Jets als Scout zu sich. Diese Funktion übte er auch bei den Pittsburgh Penguins aus und in dieser Rolle wurde sein Name noch einmal als Stanley-Cup-Gewinner in den Pokal eingraviert. Später war er auch für die Tampa Bay Lightning als Scout tätig.

## Sportliche Erfolge
- Memorial Cup: 1950
- Stanley Cup: 1959, 1960, 1965 und 1966 (als Spieler); 1992 (als Scout)

### Persönliche Auszeichnungen
- QJHL First All-Star Team: 1952 und 1953
- IHL Second All-Star Team: 1954
- QHL First All-Star Team: 1958
- QHL Second All-Star Team: 1955
- AHL Second All-Star Team: 1963
- NHL Second All-Star Team: 1955
- Vezina Trophy: 1964 sowie 1966 gemeinsam mit Gump Worsley
- Teilnahme am NHL All-Star Game: 1964, 1965 uns 1967